# Рахматов Мірзо
Мірзо Рахматович Рахматов (1 травня 1914, кишлак Джафар, тепер Таджикистан — 20 серпня 1998, місто Душанбе, тепер Таджикистан) — радянський діяч, дипломат, голова Президії Верховної ради Таджицької РСР, надзвичайний і повноважний посол СРСР в Єменській Арабській Республіці та Мавританії. Член Бюро ЦК КП Таджикистану в 1956—1963 роках. Член Центральної Ревізійної Комісії КПРС у 1961—1966 роках. Депутат Верховної ради Таджицької РСР 3—6-го скликань. Депутат Верховної ради СРСР 4—6-го скликань, заступник голови Президії Верховної ради СРСР у 1958—1963 роках.

## Життєпис
Народився в дехканській (селянській) родині. З 1925 року працював у сільському господарстві. У 1932 році вступив в колгосп «Зарбдор» Таджицької РСР.
У 1933—1934 роках — слухач школи радянського і партійного будівництва.
У 1934—1937 роках — секретар районного комітету ЛКСМ Таджикистану в Гармі Таджицької РСР.
У 1937—1940 роках — секретар Сталінабадського міського комітету ЛКСМ Таджикистану.
Член ВКП(б) з 1940 року.
У 1940—1945 роках — завідувач відділу Гармського міського комітету КП(б) Таджикистану.
У 1946—1948 роках — 1-й заступник завідувача відділу кадрів ЦК КП(б) Таджикистану.
У 1948—1951 роках — слухач Вищої партійної школи при ЦК ВКП(б).
17 грудня 1951 — січень 1956 року — заступник голови Ради міністрів Таджицької РСР.
29 січня — 24 травня 1956 року — секретар ЦК КП Таджикистану.
25 травня 1956 — 28 березня 1963 року — голова Президії Верховної ради Таджицької РСР.
У 1963—1965 роках — міністр культури Таджицької РСР.
7 вересня 1966 — 26 травня 1972 року — надзвичайний і повноважний посол СРСР в Єменській Арабській Республіці.
12 липня 1972 — 12 лютого 1975 року — надзвичайний і повноважний посол СРСР у Мавританії.
З 1975 року — персональний пенсіонер союзного значення в місті Душанбе. Голова Товариства охорони пам'яток культури Таджицької РСР (Таджикистану).
Автор книг спогадів «Африка йде до свободи» (1961), «Сторінками пам'яті» (1988) про становлення радянської влади в Таджикистані, «На дипломатичному посту» (1991) із серії «Історія дипломатії СРСР», куди включені спогади і записки про його роботу в Єменській Арабській Республіці.
Помер 20 серпня 1998 року в місті Душанбе.

## Нагороди
- орден Леніна
- чотири ордени Трудового Червоного Прапора
- орден «Знак Пошани»
- орден Дружби народів
- Орден «Маріб» I ступеня Єменської Арабської Республіки
- Мала Золота Медаль ВДНГ СРСР
- Велика Золота Медаль ВДНГ СРСР
- медалі
- надзвичайний і повноважний посол СРСР